# Hexacylloepus granosus
Hexacylloepus granosus is een keversoort uit de familie beekkevers (Elmidae). De wetenschappelijke naam van de soort werd in 1889 gepubliceerd door Antoine Henri Grouvelle.